# Großer Preis von Japan 1989
Der Große Preis von Japan 1989 (offiziell XV Fuji Television Japanese Grand Prix) fand am 22. Oktober auf dem Suzuka International Racing Course in Suzuka statt und war das 15. Rennen der Formel-1-Weltmeisterschaft 1989.

## Berichte

### Hintergrund
Da Alain Prost mit 16 Punkten Vorsprung vor Ayrton Senna in die beiden letzten Rennen der Saison ging, blieb diesem lediglich die Möglichkeit, beide zu gewinnen, um seinen WM-Titel verteidigen zu können.
Bertrand Gachot kehrte ins Teilnehmerfeld zurück, allerdings nicht zu Onyx, sondern zu Rial, wo er Gregor Foitek nach nur einem Einsatz ablöste. Daneben kehrte auch Nigel Mansell nach seiner Sperre zurück ins Cockpit, so dass Ferrari wieder mit zwei Wagen an den Start ging.
Mit Senna und Gerhard Berger (jeweils einmal) traten zwei ehemalige Sieger zu diesem Grand Prix an.

### Training
Senna sicherte sich seine zwölfte Pole-Position der Saison vor seinem McLaren-Teamkollegen und WM-Konkurrenten Prost sowie den beiden Ferrari von Berger und Mansell. Dahinter bildeten Riccardo Patrese und Alessandro Nannini die dritte Startreihe vor Thierry Boutsen und Philippe Alliot.

### Rennen
Prost gelang der bessere Start, sodass er vor Senna in die erste Kurve einbiegen konnte. Nachdem der Franzose sich zunächst einen Vorsprung verschafft hatte, trennte die beiden Kontrahenten ab der 40. Runde lediglich eine Sekunde. Während Prost auf den Geraden Vorteile zu haben schien, konnte Senna in den Kurven nahezu aufschließen. Am Ende der 47. Runde startete Senna im Bereich der engen Schikane nahe dem Boxeneingang einen Überholversuch. Es kam zur Kollision der Teamkollegen, beide Wagen rutschten von der Strecke bzw. in die Notausfahrt der Schikane. Prost stieg aus. Senna winkte Streckenposten herbei, die seinen Wagen anschoben, sodass er weiterfahren konnte, wobei er die Schikane, in deren Notausfahrt beide kollidierenden Fahrzeuge gerutscht waren, ausließ. Da die Front seines Wagens beschädigt war, suchte er die Box auf, um den Frontflügel wechseln zu lassen. Mit fünf Sekunden Rückstand auf den nun führenden Nannini kam er auf die Strecke zurück. Bis zur 50. Runde schloss er zu diesem auf, überholte ihn an genau der Stelle, an der er es zuvor gegen Prost versucht hatte und fuhr als Erster durchs Ziel.
Noch vor der Siegerehrung wurde Senna disqualifiziert und Nannini zum Sieger erklärt. Als offizieller Grund wurde angegeben, er habe die Schikane nach dem Anschieben durch die Streckenposten unrechtmäßig abgekürzt. Das Team McLaren versuchte, bei der FIA Einspruch gegen diese Disqualifikation einzulegen. Die Verhandlungen hierzu zogen sich bis in den Spätherbst hinein. Am Ende erhielt Senna zusätzlich eine Geldstrafe in Höhe von 100.000 Dollar sowie eine sechsmonatige Sperre, da er auf einer Pressekonferenz behauptet hatte, FIA-Präsident Jean-Marie Balestre habe die Disqualifikation verhängt, um seinem Landsmann Prost die Weltmeisterschaft zu sichern.
Die Plätze zwei und drei hinter Nannini belegten die beiden Williams-Piloten Patrese und Boutsen. Nelson Piquet wurde als Vierter vor Martin Brundle und Derek Warwick gewertet.

## Meldeliste
| Team                            | Nr. | Fahrer                | Chassis         | Motor                    | Reifen |
| ------------------------------- | --- | --------------------- | --------------- | ------------------------ | ------ |
| Honda Marlboro McLaren          | 01  | Ayrton Senna          | McLaren MP4/5   | Honda RA109E 3.5 V10     | G      |
| Honda Marlboro McLaren          | 02  | Alain Prost           | McLaren MP4/5   | Honda RA109E 3.5 V10     | G      |
| Tyrrell Racing Organisation     | 03  | Jonathan Palmer       | Tyrrell 018     | Ford Cosworth DFR 3.5 V8 | G      |
| Tyrrell Racing Organisation     | 04  | Jean Alesi            | Tyrrell 018     | Ford Cosworth DFR 3.5 V8 | G      |
| Canon Williams Team             | 05  | Thierry Boutsen       | Williams FW13   | Renault RS1 3.5 V10      | G      |
| Canon Williams Team             | 06  | Riccardo Patrese      | Williams FW13   | Renault RS1 3.5 V10      | G      |
| Motor Racing Developments       | 07  | Martin Brundle        | Brabham BT58    | Judd EV 3.5 V8           | P      |
| Motor Racing Developments       | 08  | Stefano Modena        | Brabham BT58    | Judd EV 3.5 V8           | P      |
| Arrows Grand Prix International | 09  | Derek Warwick         | Arrows A11      | Ford Cosworth DFR 3.5 V8 | G      |
| Arrows Grand Prix International | 10  | Eddie Cheever         | Arrows A11      | Ford Cosworth DFR 3.5 V8 | G      |
| Camel Team Lotus                | 11  | Nelson Piquet         | Lotus 101       | Judd CV 3.5 V8           | G      |
| Camel Team Lotus                | 12  | Satoru Nakajima       | Lotus 101       | Judd CV 3.5 V8           | G      |
| Leyton House March Racing Team  | 15  | Maurício Gugelmin     | March CG891     | Judd CV 3.5 V8           | G      |
| Leyton House March Racing Team  | 16  | Ivan Capelli          | March CG891     | Judd CV 3.5 V8           | G      |
| Osella Squadra Corse            | 17  | Nicola Larini         | Osella FA1M     | Ford Cosworth DFR 3.5 V8 | P      |
| Osella Squadra Corse            | 18  | Piercarlo Ghinzani    | Osella FA1M     | Ford Cosworth DFR 3.5 V8 | P      |
| Benetton Formula Ltd            | 19  | Alessandro Nannini    | Benetton B189   | Ford Cosworth HB 3.5 V8  | G      |
| Benetton Formula Ltd            | 20  | Emanuele Pirro        | Benetton B189   | Ford Cosworth HB 3.5 V8  | G      |
| BMS Scuderia Italia             | 21  | Alex Caffi            | Dallara BMS 189 | Ford Cosworth DFR 3.5 V8 | P      |
| BMS Scuderia Italia             | 22  | Andrea de Cesaris     | Dallara BMS 189 | Ford Cosworth DFR 3.5 V8 | P      |
| Minardi Team SpA                | 23  | Paolo Barilla         | Minardi M189    | Ford Cosworth DFR 3.5 V8 | P      |
| Minardi Team SpA                | 24  | Luis Pérez-Sala       | Minardi M189    | Ford Cosworth DFR 3.5 V8 | P      |
| Ligier Loto                     | 25  | René Arnoux           | Ligier JS33     | Ford Cosworth DFR 3.5 V8 | G      |
| Ligier Loto                     | 26  | Olivier Grouillard    | Ligier JS33     | Ford Cosworth DFR 3.5 V8 | G      |
| Scuderia Ferrari SpA SEFAC      | 27  | Nigel Mansell         | Ferrari 640     | Ferrari 035/5 3.5 V12    | G      |
| Scuderia Ferrari SpA SEFAC      | 28  | Gerhard Berger        | Ferrari 640     | Ferrari 035/5 3.5 V12    | G      |
| Équipe Larrousse                | 29  | Michele Alboreto      | Lola LC89       | Lamborghini 3512 3.5 V12 | G      |
| Équipe Larrousse                | 30  | Philippe Alliot       | Lola LC89       | Lamborghini 3512 3.5 V12 | G      |
| Coloni SpA                      | 31  | Roberto Moreno        | Coloni FC189    | Ford Cosworth DFR 3.5 V8 | P      |
| Coloni SpA                      | 32  | Enrico Bertaggia      | Coloni FC189    | Ford Cosworth DFR 3.5 V8 | P      |
| EuroBrun Racing                 | 33  | Oscar Larrauri        | EuroBrun ER189  | Judd CV 3.5 V8           | P      |
| West Zakspeed Racing            | 34  | Bernd Schneider       | Zakspeed 891    | Yamaha OX88 3.5 V8       | P      |
| West Zakspeed Racing            | 35  | Aguri Suzuki          | Zakspeed 891    | Yamaha OX88 3.5 V8       | P      |
| Moneytron Onyx Formula One      | 36  | Stefan Johansson      | Onyx ORE-1      | Ford Cosworth DFR 3.5 V8 | G      |
| Moneytron Onyx Formula One      | 37  | JJ Lehto              | Onyx ORE-1      | Ford Cosworth DFR 3.5 V8 | G      |
| Rial Racing                     | 38  | Pierre-Henri Raphanel | Rial ARC2       | Ford Cosworth DFR 3.5 V8 | G      |
| Rial Racing                     | 39  | Bertrand Gachot       | Rial ARC2       | Ford Cosworth DFR 3.5 V8 | G      |
| AGS Racing                      | 40  | Gabriele Tarquini     | AGS JH24        | Ford Cosworth DFR 3.5 V8 | G      |
| AGS Racing                      | 41  | Yannick Dalmas        | AGS JH24        | Ford Cosworth DFR 3.5 V8 | G      |

## Klassifikationen

### Qualifying
| Pos. | Fahrer                | Konstrukteur     | Vorqualifikation | Vorqualifikation  | 1. Qualifikationstraining | 1. Qualifikationstraining | 2. Qualifikationstraining | 2. Qualifikationstraining | Start |
| Pos. | Fahrer                | Konstrukteur     | Zeit             | Ø-Geschwindigkeit | Zeit                      | Ø-Geschwindigkeit         | Zeit                      | Ø-Geschwindigkeit         | Start |
| ---- | --------------------- | ---------------- | ---------------- | ----------------- | ------------------------- | ------------------------- | ------------------------- | ------------------------- | ----- |
| 01   | Ayrton Senna          | McLaren-Honda    | –                | –                 | 1:39,493                  | 211,999 km/h              | 1:38,041                  | 215,139 km/h              | 01    |
| 02   | Alain Prost           | McLaren-Honda    | –                | –                 | 1:40,875                  | 209,094 km/h              | 1:39,771                  | 211,408 km/h              | 02    |
| 03   | Gerhard Berger        | Ferrari          | –                | –                 | 1:41,253                  | 208,314 km/h              | 1:40,187                  | 210,530 km/h              | 03    |
| 04   | Nigel Mansell         | Ferrari          | –                | –                 | 1:40,608                  | 209,649 km/h              | 1:40,406                  | 210,071 km/h              | 04    |
| 05   | Riccardo Patrese      | Williams-Renault | –                | –                 | 1:42,397                  | 205,987 km/h              | 1:40,936                  | 208,968 km/h              | 05    |
| 06   | Alessandro Nannini    | Benetton-Ford    | –                | –                 | 1:41,601                  | 207,600 km/h              | 1:41,103                  | 208,623 km/h              | 06    |
| 07   | Thierry Boutsen       | Williams-Renault | –                | –                 | 1:42,943                  | 204,894 km/h              | 1:41,324                  | 208,168 km/h              | 07    |
| 08   | Philippe Alliot       | Lola-Lamborghini | 1:43,089         | 204,604 km/h      | 1:42,534                  | 205,711 km/h              | 1:41,336                  | 208,143 km/h              | 08    |
| 09   | Stefano Modena        | Brabham-Judd     | –                | –                 | 1:42,909                  | 204,962 km/h              | 1:41,458                  | 207,893 km/h              | 09    |
| 10   | Nicola Larini         | Osella-Ford      | 1:43,035         | 204,711 km/h      | 1:42,483                  | 205,814 km/h              | 1:41,519                  | 207,768 km/h              | 10    |
| 11   | Nelson Piquet         | Lotus-Judd       | –                | –                 | 1:43,386                  | 204,016 km/h              | 1:41,802                  | 207,190 km/h              | 11    |
| 12   | Satoru Nakajima       | Lotus-Judd       | –                | –                 | 1:43,370                  | 204,048 km/h              | 1:41,988                  | 206,813 km/h              | 12    |
| 13   | Martin Brundle        | Brabham-Judd     | –                | –                 | 1:44,236                  | 202,352 km/h              | 1:42,182                  | 206,420 km/h              | 13    |
| 14   | Luis Pérez-Sala       | Minardi-Ford     | –                | –                 | 1:43,107                  | 204,568 km/h              | 1:42,283                  | 206,216 km/h              | 14    |
| 15   | Alex Caffi            | Dallara-Ford     | –                | –                 | 1:43,171                  | 204,441 km/h              | 1:42,488                  | 205,804 km/h              | 15    |
| 16   | Andrea de Cesaris     | Dallara-Ford     | –                | –                 | 1:43,904                  | 202,999 km/h              | 1:42,581                  | 205,617 km/h              | 16    |
| 17   | Ivan Capelli          | March-Judd       | –                | –                 | 1:43,851                  | 203,103 km/h              | 1:42,672                  | 205,435 km/h              | 17    |
| 18   | Jean Alesi            | Tyrrell-Ford     | –                | –                 | 1:43,306                  | 204,174 km/h              | 1:42,709                  | 205,361 km/h              | 18    |
| 19   | Paolo Barilla         | Minardi-Ford     | –                | –                 | 1:46,096                  | 198,805 km/h              | 1:42,780                  | 205,219 km/h              | 19    |
| 20   | Maurício Gugelmin     | March-Judd       | –                | –                 | 1:44,805                  | 201,254 km/h              | 1:42,880                  | 205,019 km/h              | 20    |
| 21   | Bernd Schneider       | Zakspeed-Yamaha  | 1:44,053         | 202,708 km/h      | 1:44,323                  | 202,184 km/h              | 1:42,892                  | 204,996 km/h              | 21    |
| 22   | Emanuele Pirro        | Benetton-Ford    | –                | –                 | 1:43,217                  | 204,350 km/h              | 1:43,063                  | 204,655 km/h              | 22    |
| 23   | Olivier Grouillard    | Ligier-Ford      | –                | –                 | 1:45,801                  | 199,359 km/h              | 1:43,379                  | 204,030 km/h              | 23    |
| 24   | Eddie Cheever         | Arrows-Ford      | –                | –                 | 1:44,501                  | 201,839 km/h              | 1:43,511                  | 203,770 km/h              | 24    |
| 25   | Derek Warwick         | Arrows-Ford      | –                | –                 | 1:44,288                  | 202,251 km/h              | 1:43,599                  | 203,597 km/h              | 25    |
| 26   | Jonathan Palmer       | Tyrrell-Ford     | –                | –                 | 1:43,955                  | 202,899 km/h              | 1:43,757                  | 203,287 km/h              | 26    |
| DNQ  | René Arnoux           | Ligier-Ford      | –                | –                 | 1:44,221                  | 202,381 km/h              | 1:44,030                  | 202,753 km/h              | –     |
| DNQ  | Michele Alboreto      | Lola-Lamborghini | 1:44,075         | 202,665 km/h      | 1:44,063                  | 202,689 km/h              | 1:44,101                  | 202,615 km/h              | –     |
| DNQ  | Pierre-Henri Raphanel | Rial-Ford        | –                | –                 | 2:11,328                  | 160,609 km/h              | 1:47,160                  | 196,831 km/h              | –     |
| DNQ  | Bertrand Gachot       | Rial-Ford        | –                | –                 | 1:50,883                  | 190,222 km/h              | 1:47,295                  | 196,583 km/h              | –     |
| DNPQ | Piercarlo Ghinzani    | Osella-Ford      | 1:44,313         | 202,203 km/h      | –                         | –                         | –                         | –                         | –     |
| DNPQ | Roberto Moreno        | Coloni-Ford      | 1:44,498         | 201,845 km/h      | –                         | –                         | –                         | –                         | –     |
| DNPQ | Stefan Johansson      | Onyx-Ford        | 1:44,582         | 201,683 km/h      | –                         | –                         | –                         | –                         | –     |
| DNPQ | Aguri Suzuki          | Zakspeed-Yamaha  | 1:44,780         | 201,302 km/h      | –                         | –                         | –                         | –                         | –     |
| DNPQ | Oscar Larrauri        | EuroBrun-Judd    | 1:45,446         | 200,030 km/h      | –                         | –                         | –                         | –                         | –     |
| DNPQ | JJ Lehto              | Onyx-Ford        | 1:45,787         | 199,386 km/h      | –                         | –                         | –                         | –                         | –     |
| DNPQ | Gabriele Tarquini     | AGS-Ford         | 1:46,705         | 197,670 km/h      | –                         | –                         | –                         | –                         | –     |
| DNPQ | Yannick Dalmas        | AGS-Ford         | 1:48,306         | 194,748 km/h      | –                         | –                         | –                         | –                         | –     |
| DNPQ | Enrico Bertaggia      | Coloni-Ford      | –                | –                 | –                         | –                         | –                         | –                         | –     |

### Rennen
| Pos. | Fahrer             | Konstrukteur     | Runden | Stopps | Zeit        | Start | Schnellste Runde |
| ---- | ------------------ | ---------------- | ------ | ------ | ----------- | ----- | ---------------- |
| 01   | Alessandro Nannini | Benetton-Ford    | 53     | 0      | 1:35:06,277 | 06    | 1:44,919         |
| 02   | Riccardo Patrese   | Williams-Renault | 53     | 0      | + 11,904    | 05    | 1:45,335         |
| 03   | Thierry Boutsen    | Williams-Renault | 53     | 0      | + 13,446    | 07    | 1:45,115         |
| 04   | Nelson Piquet      | Lotus-Judd       | 53     | 0      | + 1:44,225  | 11    | 1:46,420         |
| 05   | Martin Brundle     | Brabham-Judd     | 52     | 0      | + 1 Runde   | 13    | 1:46,194         |
| 06   | Derek Warwick      | Arrows-Ford      | 52     | 0      | + 1 Runde   | 25    | 1:47,069         |
| 07   | Maurício Gugelmin  | March-Judd       | 52     | 0      | + 1 Runde   | 20    | 1:47,976         |
| 08   | Eddie Cheever      | Arrows-Ford      | 52     | 0      | + 1 Runde   | 24    | 1:47,920         |
| 09   | Alex Caffi         | Dallara-Ford     | 52     | 0      | + 1 Runde   | 15    | 1:49,322         |
| 10   | Andrea de Cesaris  | Dallara-Ford     | 51     | 0      | + 2 Runden  | 16    | 1:46,225         |
| –    | Alain Prost        | McLaren-Honda    | 46     | 1      | DNF         | 02    | 1:43,506         |
| –    | Stefano Modena     | Brabham-Judd     | 46     | 0      | DNF         | 09    | 1:48,609         |
| –    | Nigel Mansell      | Ferrari          | 43     | 0      | DNF         | 04    | 1:45,077         |
| –    | Satoru Nakajima    | Lotus-Judd       | 41     | 0      | DNF         | 12    | 1:47,338         |
| –    | Jean Alesi         | Tyrrell-Ford     | 37     | 0      | DNF         | 18    | 1:46,674         |
| –    | Philippe Alliot    | Lola-Lamborghini | 36     | 0      | DNF         | 08    | 1:45,353         |
| –    | Gerhard Berger     | Ferrari          | 34     | 0      | DNF         | 03    | 1:44,189         |
| –    | Emanuele Pirro     | Benetton-Ford    | 33     | 0      | DNF         | 22    | 1:45,049         |
| –    | Olivier Grouillard | Ligier-Ford      | 31     | 0      | DNF         | 23    | 1:48,145         |
| –    | Ivan Capelli       | March-Judd       | 27     | 0      | DNF         | 17    | 1:47,465         |
| –    | Nicola Larini      | Osella-Ford      | 21     | 0      | DNF         | 10    | 1:49,479         |
| –    | Jonathan Palmer    | Tyrrell-Ford     | 20     | 0      | DNF         | 26    | 1:49,910         |
| –    | Bernd Schneider    | Zakspeed-Yamaha  | 1      | 0      | DNF         | 21    | 2:11,970         |
| –    | Luis Pérez-Sala    | Minardi-Ford     | 0      | 0      | DNF         | 14    | –                |
| –    | Paolo Barilla      | Minardi-Ford     | 0      | 0      | DNF         | 19    | –                |
| DSQ  | Ayrton Senna       | McLaren-Honda    | 53     | 2      | –           | 01    | 1:43,025         |

## WM-Stände nach dem Rennen
Die ersten sechs des Rennens bekamen 9, 6, 4, 3, 2 bzw. 1 Punkt(e). Streichresultate sind in Klammern gesetzt. In der Fahrerwertung wurden die besten elf Resultate, in der Konstrukteurswertung alle Resultate gewertet.

### Fahrerwertung
| Pos. | Fahrer             | Konstrukteur                    | Punkte  |
| ---- | ------------------ | ------------------------------- | ------- |
| 01   | Alain Prost        | McLaren-Honda                   | 76 (81) |
| 02   | Ayrton Senna       | McLaren-Honda                   | 60      |
| 03   | Nigel Mansell      | Ferrari                         | 38      |
| 04   | Riccardo Patrese   | Williams-Renault                | 36      |
| 05   | Thierry Boutsen    | Williams-Renault                | 28      |
| 06   | Alessandro Nannini | Benetton-Ford                   | 26      |
| 07   | Gerhard Berger     | Ferrari                         | 21      |
| 08   | Nelson Piquet      | Lotus-Judd                      | 12      |
| 09   | Jean Alesi         | Tyrrell-Ford                    | 8       |
| 10   | Derek Warwick      | Arrows-Ford                     | 7       |
| 11   | Eddie Cheever      | Arrows-Ford                     | 6       |
| 12   | Michele Alboreto   | Tyrrell-Ford / Lola-Lamborghini | 6       |
| 13   | Stefan Johansson   | Onyx-Ford                       | 6       |
| 14   | Johnny Herbert     | Benetton-Ford / Tyrrell-Ford    | 5       |
| 15   | Andrea de Cesaris  | Dallara-Ford                    | 4       |
| 16   | Alex Caffi         | Dallara-Ford                    | 4       |
| 17   | Stefano Modena     | Brabham-Judd                    | 4       |
| 18   | Maurício Gugelmin  | March-Judd                      | 4       |
| 19   | Pierluigi Martini  | Minardi-Ford                    | 4       |
| 20   | Martin Brundle     | Brabham-Judd                    | 4       |
| 21   | Christian Danner   | Rial-Ford                       | 3       |

| Pos. | Fahrer                | Konstrukteur     | Punkte |
| ---- | --------------------- | ---------------- | ------ |
| 22   | René Arnoux           | Ligier-Ford      | 2      |
| 23   | Jonathan Palmer       | Tyrrell-Ford     | 2      |
| 24   | Gabriele Tarquini     | AGS-Ford         | 1      |
| 25   | Luis Pérez-Sala       | Minardi-Ford     | 1      |
| 26   | Olivier Grouillard    | Ligier-Ford      | 1      |
| 27   | Philippe Alliot       | Lola-Lamborghini | 1      |
| 28   | Satoru Nakajima       | Lotus-Judd       | 0      |
| 29   | Emanuele Pirro        | Benetton-Ford    | 0      |
| 30   | Ivan Capelli          | March-Judd       | 0      |
| 31   | Éric Bernard          | Lola-Lamborghini | 0      |
| 32   | Bertrand Gachot       | Onyx-Ford        | 0      |
| 33   | Nicola Larini         | Osella-Ford      | 0      |
| 34   | Martin Donnelly       | Arrows-Ford      | 0      |
| –    | Roberto Moreno        | Coloni-Ford      | 0      |
| –    | Piercarlo Ghinzani    | Osella-Ford      | 0      |
| –    | Bernd Schneider       | Zakspeed-Yamaha  | 0      |
| –    | Pierre-Henri Raphanel | Coloni-Ford      | 0      |
| –    | Yannick Dalmas        | Lola-Lamborghini | 0      |
| –    | JJ Lehto              | Onyx-Ford        | 0      |
| –    | Paolo Barilla         | Minardi-Ford     | 0      |

### Konstrukteurswertung
| Pos. | Konstrukteur     | Punkte |
| ---- | ---------------- | ------ |
| 01   | McLaren-Honda    | 141    |
| 02   | Williams-Renault | 64     |
| 03   | Ferrari          | 59     |
| 04   | Benetton-Ford    | 31     |
| 05   | Tyrrell-Ford     | 16     |
| 06   | Arrows-Ford      | 13     |
| 07   | Lotus-Judd       | 12     |
| 08   | Dallara-Ford     | 8      |
| 09   | Brabham-Judd     | 8      |
| 10   | Onyx-Ford        | 6      |

| Pos. | Konstrukteur     | Punkte |
| ---- | ---------------- | ------ |
| 11   | Minardi-Ford     | 5      |
| 12   | March-Judd       | 4      |
| 13   | Ligier-Ford      | 3      |
| 14   | Rial-Ford        | 3      |
| 15   | AGS-Ford         | 1      |
| 16   | Lola-Lamborghini | 1      |
| 17   | Osella-Ford      | 0      |
| –    | Coloni-Ford      | 0      |
| –    | Zakspeed-Yamaha  | 0      |